# RadioAstron

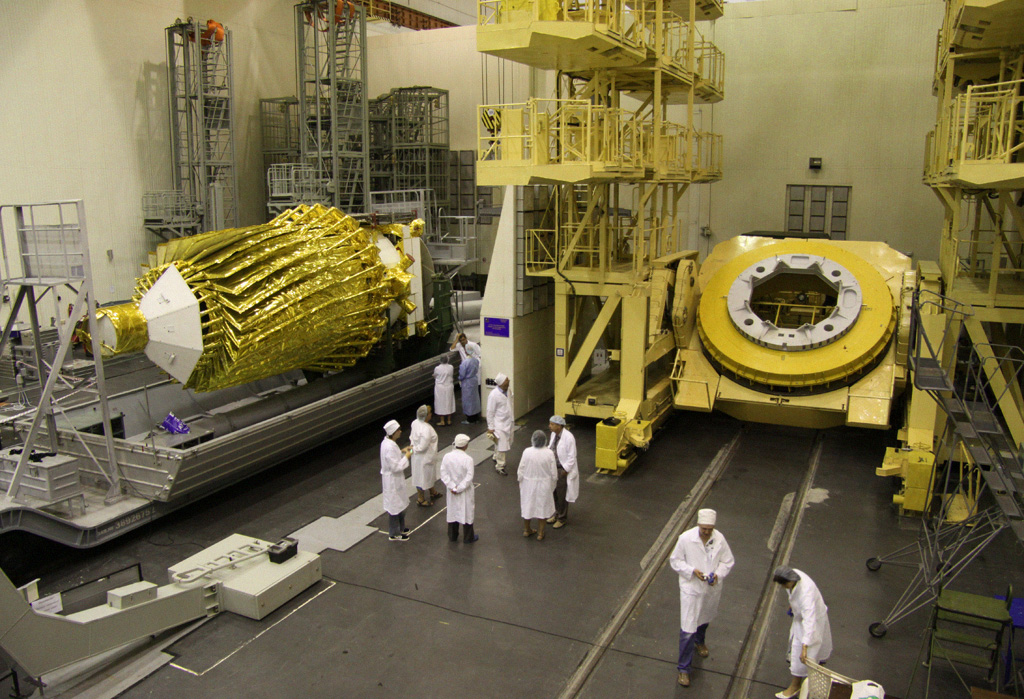
Spektr R in juli 2011

RadioAstron (of Spektr R) was een Russische radio/ruimtetelescoop. Met een diameter van 10 meter is het de grootste ruimtetelescoop die rond de aarde draait. De missie werd op 30 mei 2019 beeindigd.
RadioAstron is gefinancierd door het Russian Astro Space Center en werd op 18 juli 2011 gelanceerd vanaf lanceerbasis Kosmodroom Bajkonoer, Kazachstan. RadioAstron heeft een apoapsis van 390.000 kilometer en een periapsis van 10.000 kilometer. De massa van het ruimtevaartuig bedroeg 5000 kilogram.
Het voornaamste doel van de RadioAstron zijn VLBI-metingen
van astronomische objecten met een resolutie van een miljoenste van een boogseconde. Hiertoe wordt de telescoop gecombineerd met observaties vanaf de grond en interferometrietechnieken. Tevens doet de RadioAstron onderzoek naar interplanetair plasma. RadioAstron is in staat duizend maal scherpere afbeeldingen te maken dan de Ruimtetelescoop Hubble.
De telescoop werkt op golflengtes 1,35 – 6,0, 18,0 en 92,0 cm.